# (1136) Mercedes
(1136) Mercedes es un asteroide que forma parte del cinturón de asteroides y fue descubierto el 30 de octubre de 1929 por José Comas y Solá desde el observatorio Fabra de Barcelona, España.

## Designación y nombre
Mercedes recibió inicialmente la designación de 1929 UA.
Más adelante se nombró en honor de una cuñada del descubridor.

## Características orbitales
Mercedes orbita a una distancia media del Sol de 2,565 ua, pudiendo alejarse hasta 3,222 ua y acercarse hasta 1,909 ua. Tiene una excentricidad de 0,2559 y una inclinación orbital de 8,981°. Emplea 1501 días en completar una órbita alrededor del Sol.